# Brooks (DJ)
Thijs Westbroek (Eindhoven, 14 de abril de 1995) conocido como Brooks es un DJ y productor neerlandés orientado al future house y al progressive house.

## Carrera
La carrera de Brooks como DJ comenzó a progresar cuando envió su canción a veinte direcciones de correo electrónico aleatorias que podrían relacionarse con Martin Garrix. Para su deleite, la canción que él envió fue interpretada por Garrix en un espectáculo. Poco después, Garrix 
lo contactó y le contó a Brooks su entusiasmo con su música.
Garrix más tarde lo invitó a su casa a trabajar en la canción "Byte", Brooks describió el evento como una "historia loca", pero dijo que tuvo suerte.
En octubre de 2017, lanzó el sencillo "Boomerang" con Garrix, sencillo en el que utilizó su antiguo alias GRX.
El 22 de febrero de 2018, Brooks colaboró con Garrix y David Guetta para lanzar "Like I Do", sencillo que lanzado a través de What A Music, Big Beat, Atlantic Records y Parlophone.
En 2018, Brooks fue nominado para un premio por SLAM! llamado "Mejor talento 2018"

## Discografía

### Extended Plays deremixes
| Año  | Título                                     | Fecha              | Discográfica                            | Artistas                                                         |
| ---- | ------------------------------------------ | ------------------ | --------------------------------------- | ---------------------------------------------------------------- |
| 2018 | Like I Do (The Remixes; Soonvibes Contest) | 8 de junio de 2018 | Parlophone, Warner Music y What A Music | Dasko & Agrero Upsilone Jumpexx Foxxa & Conor Ross Edson Faiolli |

### Remixes
| Año  | Canción                                              | Sello discográfico        | Álbum |
| ---- | ---------------------------------------------------- | ------------------------- | ----- |
| 2015 | Get Down Brooks con Multiplayers                     | Deal Records              | -     |
| 2015 | Alamo Bassjackers y Brooks                           | Skink Records             | -     |
| 2015 | Pinball Brooks                                       | Future House Music        | -     |
| 2016 | If Only I Could Brooks                               | Future House Music        | -     |
| 2016 | Make Your Move Brooks                                | 2-Dutch Music             | -     |
| 2016 | Hold It Down Brooks con Micah Martin                 | Future House Music        | -     |
| 2016 | Take Me Away Jonas Aden y Brooks                     | Spinnin' Records          | -     |
| 2017 | Joyride Bassjackers y Brooks                         | Spinnin' Records          | -     |
| 2017 | On Our Own Showtek y Brooks con Natalie Major        | Skink Records             | -     |
| 2017 | Byte Martin Garrix y Brooks                          | STMPD RCRDS               | -     |
| 2017 | Jetlag Mike Williams y Brooks                        | Spinnin' Records          | -     |
| 2017 | Boomerang Brooks y GRX                               | STMPD RCRDS               | -     |
| 2018 | Like I Do David Guetta, Martin Garrix y Brooks       | Parlophone / Warner Music | 7     |
| 2018 | Lynx Brooks                                          | STMPD RCRDS               | -     |
| 2018 | Limbo Brooks con Zoë Moss                            | Universal Music           | -     |
| 2019 | Better When You're Gone David Guetta, Brooks y Loote | Parlophone / Warner Music | -     |
| 2019 | Waiting for Love Brooks con Alida                    | STMPD RCRDS               | -     |
| 2019 | Riot Brooks y Jonas Aden                             | STMPD RCRDS               | -     |
| 2020 | Say A Little Prayer Brooks con Gia Koka              | STMPD RCRDS               | -     |
| 2020 | Without You Brooks y Julian Jordan                   | STMPD RCRDS               | -     |
| 2020 | Voices Brooks y KSHMR con Tzar                       | Spinnin' Records          | -     |
| 2020 | Long Time Brooks y Mesto                             | Spinnin' Records          | -     |
| 2022 | Quantum Martin Garrix y Brooks                       | STMPD RCRDS               | -     |
| 2022 | Take My Breath Away Brooks y Mo Falk                 | STMPD RCRDS               | -     |
| 2022 | Someday Brooks con Isabèl Usher                      | STMPD RCRDS               | -     |
| 2022 | Sober Brooks, Vluarr y Jay Mason                     | STMPD RCRDS               | -     |
| 2022 | One Night (Loneliness) Brooks feat. Moore            | Future House Music        |       |
| 2024 | Let it Out Brooks & Camila                           | Future House Music        |       |
| 2024 | Monster Brooks                                       | Future House Music        |       |

| Año  | Título                               | Artista                                          | Discografía                      |
| ---- | ------------------------------------ | ------------------------------------------------ | -------------------------------- |
| 2013 | "Booyah" (Brooks Remix)              | Showtek con We Are Loud y Sonny Wilson           | Spinnin' Records                 |
| 2013 | "Crazy World" (Brooks Remix)         | DJ Antoine vs Mad Mark                           | Blanco y Negro Music             |
| 2014 | "Let's Do It Right" (Brooks Remix)   | The Young Professionals con Eva Simons           | Polydor                          |
| 2014 | "Earthquake" (Brooks Remix)          | Showtek y Justin Prime con Matthew Koma          | Spinnin' Records                 |
| 2015 | "Sun Goes Down" (Brooks Remix)       | David Guetta y Showtek con Magic! y Sonny Wilson | Parlophone / Warner Music        |
| 2016 | "Safe Till Tomorrow" (Brooks Remix)  | Morgan Page con Angelika Vee                     | Future House Music               |
| 2016 | "Close" (Brooks Remix)               | IZECOLD con Molly Ann                            | Future House Music               |
| 2016 | "Work From Home" (Brooks Remix)      | Fifty Harmony con Ty Dollar $ign                 | Future House Music               |
| 2017 | "Scared to Be Lonely" (Brooks Remix) | Martin Garrix y Dua Lipa                         | STMPD RCRDS                      |
| 2017 | "Dusk Till Dawn" (Brooks Remix)      | Zayn & Sia                                       | Future House Music               |
| 2017 | "Feel Good" (Brooks Remix)           | Griffin & Illenium con Daya                      | Future House Music               |
| 2018 | "Dreamer" (Brooks Remix)             | Martin Garrix con Mike Yung                      | STMPD RCRDS                      |
| 2019 | "American Boy" (Brooks Remix)        | Estelle & Kanye West                             | Whoa Dad!                        |
| 2020 | "Paper Thin" (Brooks Remix)          | Illenium, Tom DeLonge & Angels & Airwaves        | 12Tone Music                     |
| 2021 | "Don't Leave Me Now" (Brooks Remix)  | Lost Frequencies & Mathieu Koss                  | Found Frequencies / Armada Music |
| 2022 | "Worst Thing" (Brooks Remix)         | NOTD & kenzie                                    | NOTD / Universal Music           |
| 2022 | "I'm Good (Blue)" (Brooks Remix)     | David Guetta & Bebe Rexha                        | Warner Music                     |

## Créditos de Composición y Producción
| Año  | Título             | Artista(s)                    | Álbum |
| ---- | ------------------ | ----------------------------- | ----- |
| 2017 | "Don't Shoot"      | Showtek y GC                  | Amen  |
| 2018 | "Blame It On Love" | David Guetta con Madison Beer | 7     |

## Futuros Lanzamientos (ID's)
| Año  | Canción                      | Colaboración  | Notas |
| ---- | ---------------------------- | ------------- | --- |
| 2017 | Pirates                      | Martin Garrix | Tocada por primera vez en la Masterclass 2017 de Garrix, se mostró una vista previa en una entrevista de Brooks en "The Beat". |
| 2018 | ID (Intro Tomorrowland 2018) |               | Fue estrenada como Intro en el Tomorrowland 2018.                                                                              |
| 2022 | ID                           | Mesto         | Tocada en un Live por Brooks.                                                                                                  |